# Concentratiekamp Salaspils
Concentratiekamp Salaspils (Doorgangskamp-Kurtenhof of Duits: Polizeigefängnis und Arbeitserziehungslager Kurtenhof) ligt bij Salaspils, 18 km ten zuidoosten van Riga in Letland.
Officieel werd het kamp niet geclassificeerd als een concentratiekamp, hoewel Himmler dit wel even heeft overwogen in 1943. Het terrein ligt aan de spoorlijn Riga-Dünaburg. Eind september 1944 werd het nazikamp opgeheven. De gevangenen werden naar het concentratiekamp Stutthof overgebracht.
In 1967 werd er een herdenkingsmonument ingericht in de vorm van een enorm betonblok en grote betonnen beelden.
De Letse regering heeft altijd het bestaan van dit kamp als een vernietigingskamp in de Sovjet-tijd ontkend en nooit betrouwbare statistieken over dit kamp gepubliceerd. Schattingen van het aantal doden in het concentratiekamp variëren al naargelang de nationaliteit van de onderzoeker tussen de 2000 en 100.000. Bekend is dat er hier kinderen gevangen zaten zonder hun ouders, waarvan een groot deel omkwam aan tyfus, mazelen en andere ziekten. In een van de begraafplaatsen zijn 632 lijken van kinderen gevonden in de leeftijd tussen 5 en 9 jaar.

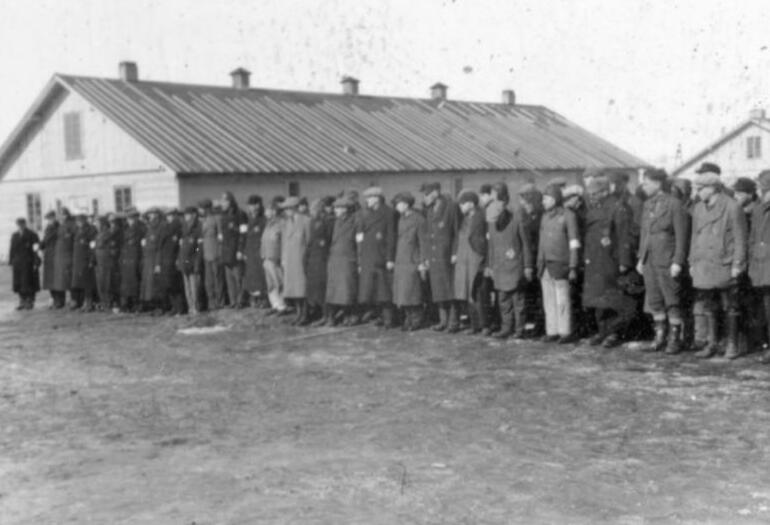
Appel op 22 december 1941
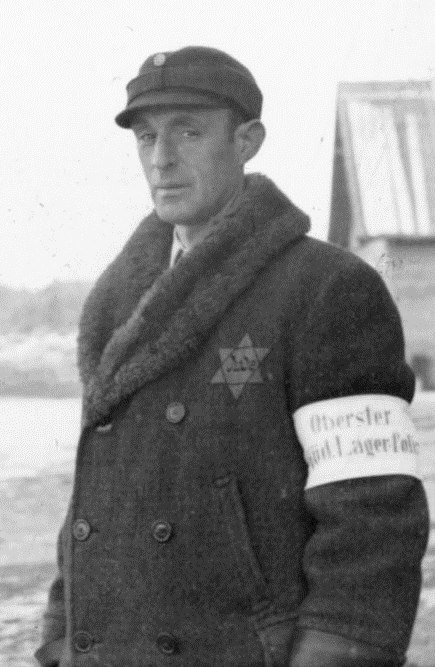
Een kapo in het kamp Salaspils. Armband met inscriptie "Hoofd van de Joodse kamppolitie"
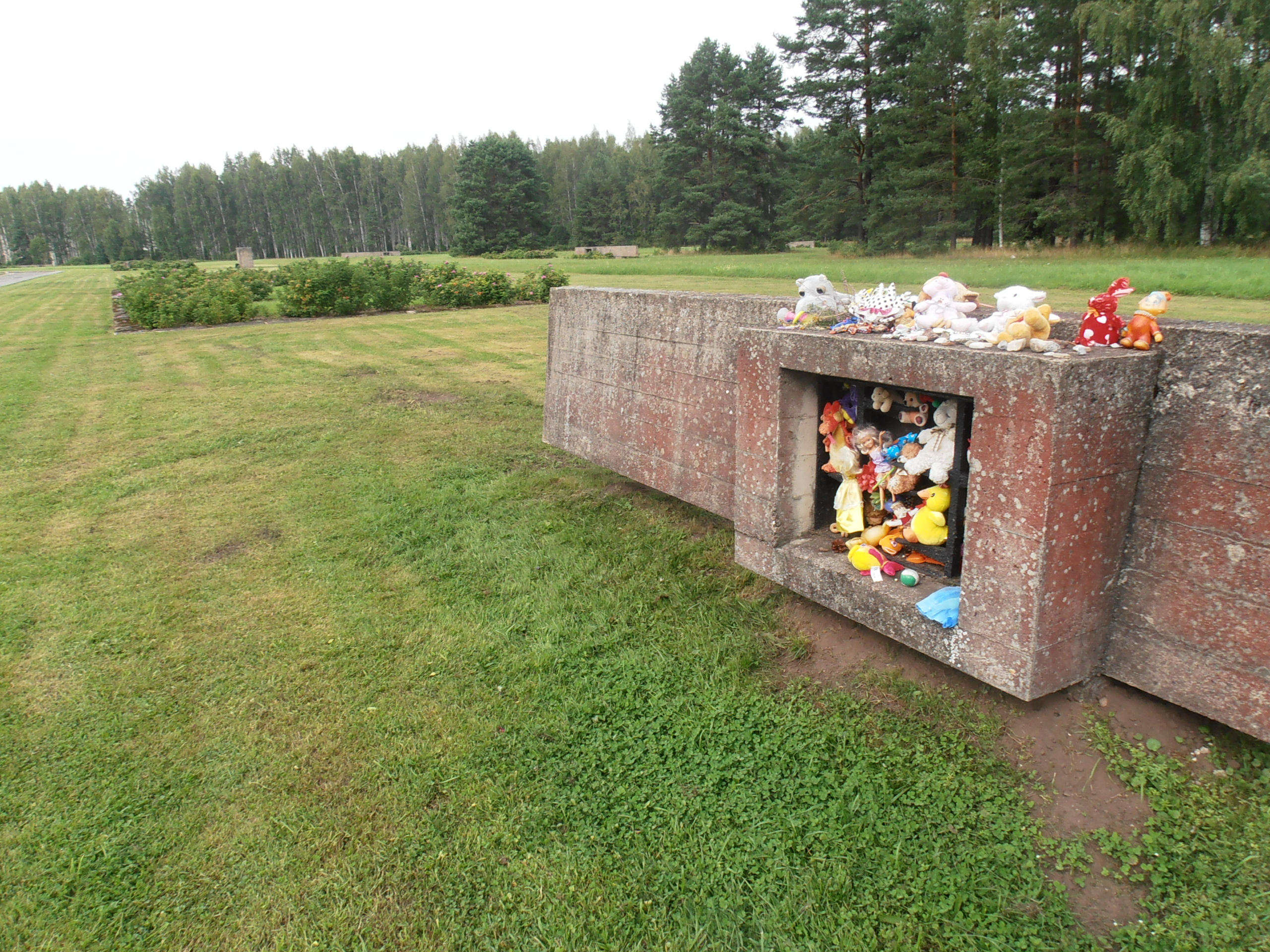
Herdenkingsmonument voor de omgekomen kinderen.

Alfabetisch op naam.  Indien een kamp meerdere rollen had, staat het in de "hoogste" groep.
Zie ook: Lijst van naziconcentratiekampen · Jappenkampen in Nederlands-Indië · Lijst van jappenkampen